# سیارک ۱۵۰۵۳
سیارک ۱۵۰۵۳ (به انگلیسی: 15053 Bochnicek، نامگذاری:1998YY2) پانزده هزار و پنجاه و سومین سیارک کشف شده‌است که در ۱۷ دسامبر ۱۹۹۸ کشف شد.
قدر مطلق سیارک برابر ۱۵٫۴۰ است.